# طوفان تیروئیدی
طوفان تیروئیدی یا بحران تیروتوکسیک، عارضه نادر و در عین حال بسیار شدید و بالقوه کشنده پرکاری تیروئید است.

## علائم
- تب بالا (اغلب بالای ۴۰ درجه سانتی گراد)
- ریتم تند و معمولاً نامنظم قلب
- استفراغ
- اسهال
- بیقراری
- لرزش بدن

نارسایی قلبی و سکته قلبی نیز ممکن اتفاق بیفتد. با وجود درمان نیز ممکن است فرد جان خود را از دست بدهد.

## زمینه بروز
بیشتر موارد طوفان تیروئیدی در کسانی اتفاق می‌افتد که به دلیل پرکاری تیروئید تحت درمان بوده‌اند و حال یا درمان خود را متوقف کرده‌اند یا درمان انجام گرفته جوابگو نبوده است و همچنین در افراد مبتلا به پرکاری خفیف تیروئید که تاکنون تحت درمان نبوده‌اند و حال دچار یک بیماری دیگر (مثلاً عفونت) شده‌اند.

## ارزیابی طوفان تیروئیدی
شدت پرکاری تیروئید و طوفان تیروئیدی را می‌توان با مقیاس بورچ-وارتفسکی (Burch-Wartofsky) مورد سنجش قرار داد. نمره دهی بر پایه پارامترهای بالینی مختلف (مانند دمای بدن و شدت بیقراری) انجام می‌شود. نمره زیر ۲۵، تشخیص طوفان تیروئیدی را رد می‌کند. نمره بین ۲۵ تا ۴۵ مطرح کننده قریب‌الوقوع بودن طوفان است و نمره بالای ۴۵ دال بر طوفان تیروئیدی است.

## اقدامات درمانی
باید بیمار را به سرعت بستری کرده و درمان نمود. اغلب بستری در بخش مراقبت‌های ویژه ضروری است. ید غیر آلی (به طور ایده‌آل یدید پتاسیم و نه یدین لوگل) و داروهای ضدتیروئید (متی مازول یا پروپیل تیواوراسیل یا پرواوراسیل) به منظور کاهش رهاسازی هورمون تیروئید از غده تیروئید به کار می‌روند. از داروهای بتابلاکر برای کاهش اثر هورمون‌های تیروئیدی موجود در گردش خون بر روی ارگان‌های انتهایی استفاده می‌شود. برای کنترل تب می‌توان از پاراستامول/استامینوفن استفاده کرد. جایگزینی مایعات، تهویه مکانیکی و تجویز کورتون هم معمولاً بخشی از درمان است عامل زمینه ساز طوفان تیروئیدی باید مد نظر قرار گیرد.